# Kiss Árpád Általános Iskola
A Kiss Árpád Általános Iskola Balassagyarmaton a Bajcsy Zsilinszky út 7. alatt található. Ma jelenleg közel 400 tanulója, 36 pedagógusa és 10 segítője van.

## Története
1875-től a Deák Ferenc utcában fiúiskolaként, 1879-től pedig leányiskolaként is működött. 1903-tól már új épületben üzemelt, a mai Bajcsy-Zsilinszky út 7. szám alatt. A földszinten óvoda is működött 1937-ig. 1940-ben a fiú- és leányiskola egyesült Wolcsánszky János igazgatósága alatt, innentől kezdve már 4 fiú- és 4 leányosztály volt. Az intézmény a háború utolsó éveiben is üzemelt, habár nagy károkat nem szenvedett, a könyvtár teljes egészében elpusztult. A polgári iskola fokozatosan megszűnt, és 1947-től már általános iskolaként működik. Az ének-zene tagozat az 1977-78-as tanévben, a nyelvi tagozat pedig az 1981-82-es tanévben indult.
Az iskola 1986 áprilisában vette fel Kiss Árpád nevét.
Az iskolában évente megszervezésre kerülnek a Kiss Árpád napok, amikor sportversenyeken és ügyességi játékokon is részt vehetnek a tanulók.

## Építészet

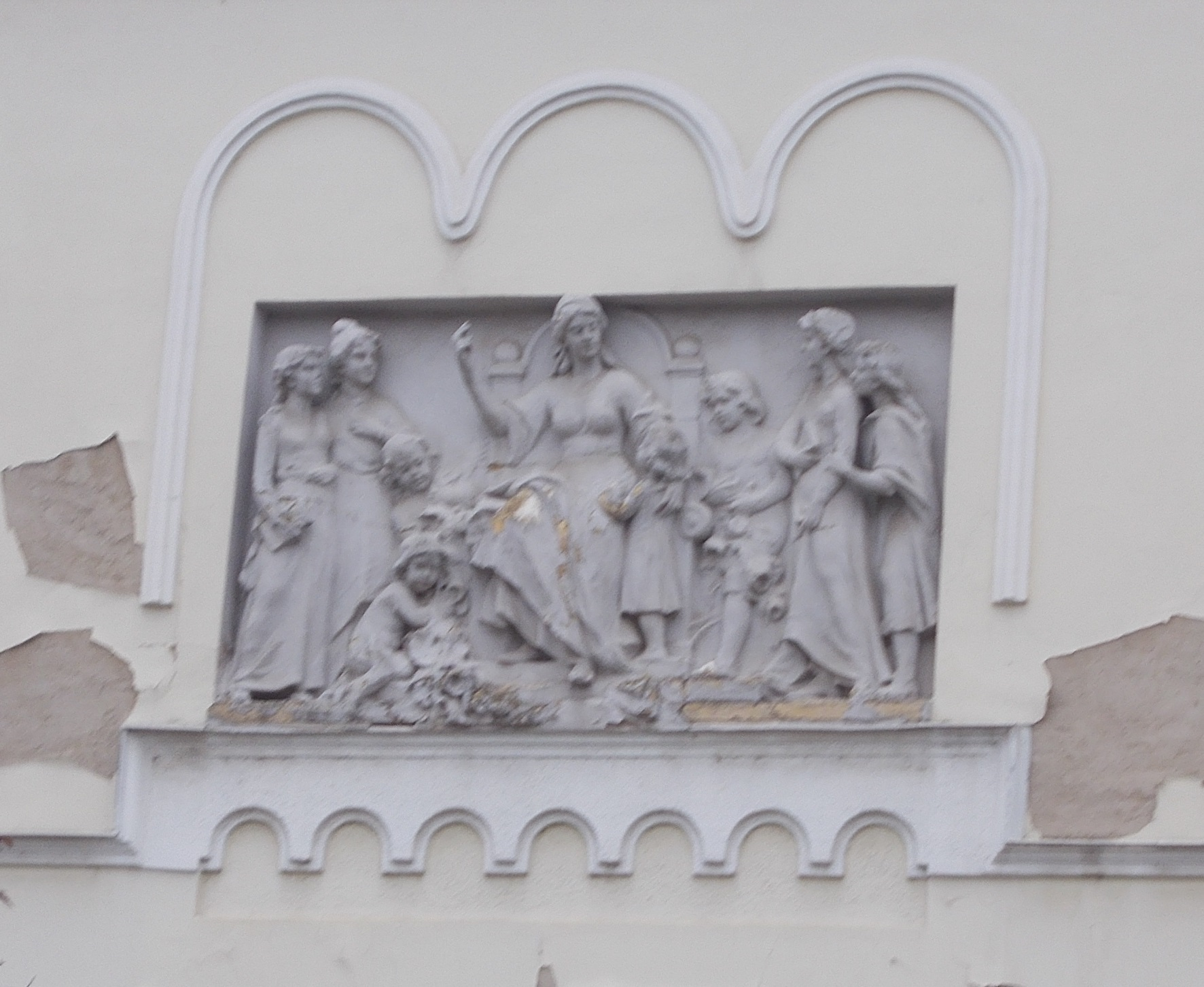
Kiss Árpád Általános Iskola domborművek

Az épület Ungár Vilmos építész tervei alapján készült, Székely Marcell és Mocsányi Károly kivitelezték. Az iskola homlokzatán lévő domborműveket Keviczky Hugó szobrászművész készítette.
Az intézmény főbejárata mellett megtalálható egy tábla, ami Dr. Kiss Árpád emlékére készült.
Az iskola hátsó udvarára 2010-ben új tornatermet építettek, ennek tervezője Eleőd Ákos volt.
A sportpályát 2021-ben újították fel.
Az épület utcai homlokzatának felújítása 2024 nyarán vette kezdetét, a munkálatokhoz 18 millió forintos keretet biztosítottak. A projektet már szeptemberre sikeresen be is fejezték.

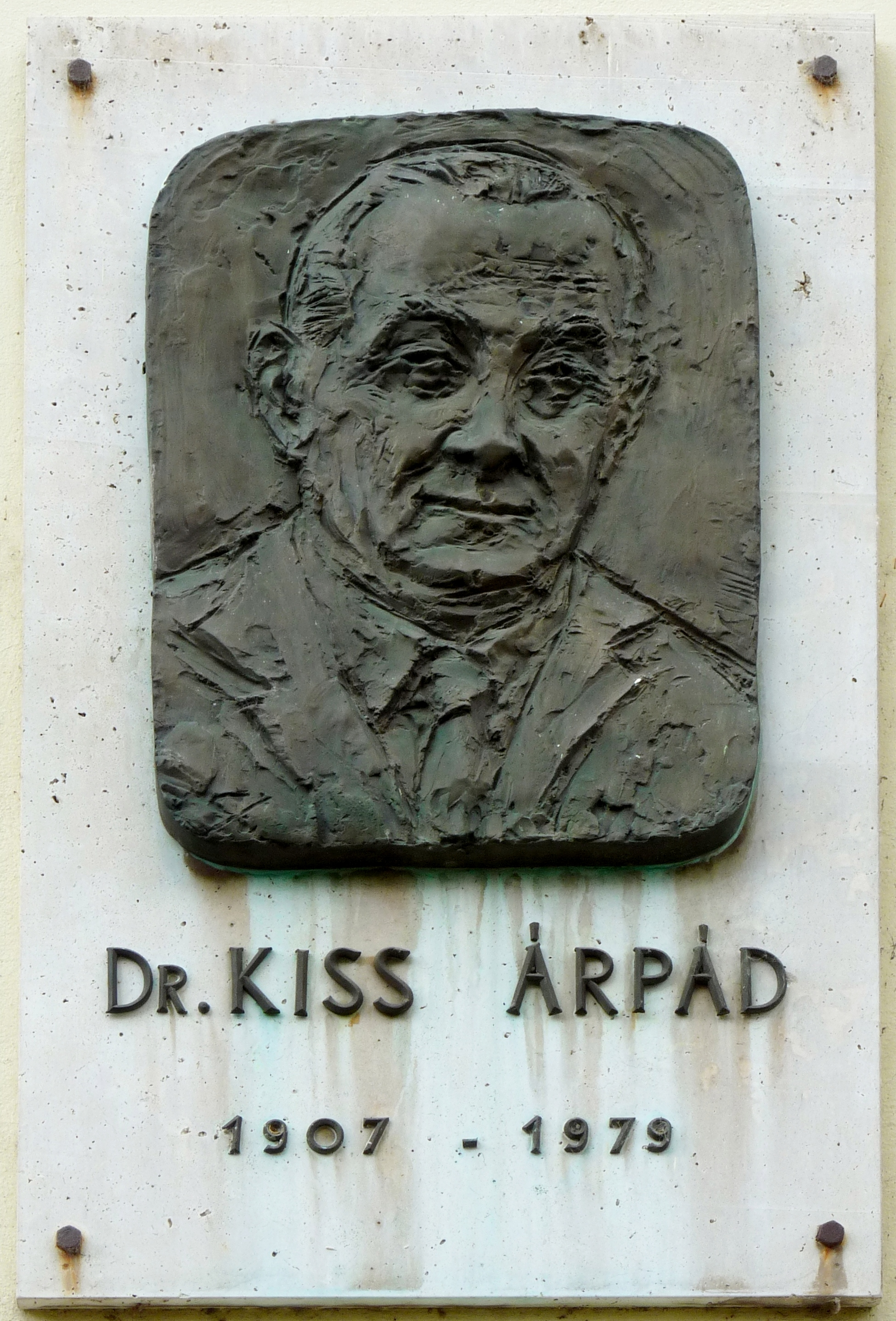
Kiss Árpád emléktábla

## Igazgatók
Az iskola jelenlegi igazgatója Gálné Percze Katalin.
Igazgatók voltak
- Tomeskó Nándor
- Dr. Szlávikné Váradi Etelka
- Molnár  Kálmán
- Dr. Hámosné Dusovszky Mária
- Wolcsánszky János
- Dr. Szalkai Zoltán
- Völgyi Lászlóné
- Hajdu József
- Viczián Pál
- Deák Ferenc
- Aradi György
- Bacsúr Sándor
- Tibay András
- Görög Imréné

## Forrás
- https://kiss-bgyarmat.edu.hu/iskolankrol.htm